# Arcidiocesi di Kota Kinabalu
L'arcidiocesi di Kota Kinabalu (in latino Archidioecesis Kotakinabaluensis) è una sede metropolitana della Chiesa cattolica in Malaysia. Nel 2021 contava 232.473 battezzati su 1.508.200 abitanti. È retta dall'arcivescovo John Wong Soo Kau.

## Territorio
L'arcidiocesi comprende la parte settentrionale dello stato malese di Sabah e il Territorio Federale di Labuan.
Sede arcivescovile è la città di Kota Kinabalu, dove si trova la cattedrale del Sacro Cuore di Gesù.
Il territorio è suddiviso in 19 parrocchie.

## Storia
Il primo tentativo di istituire un vicariato apostolico del Borneo fu messo in atto da papa Innocenzo XII il 16 gennaio 1692. La missione del vicario Antonino Ventimiglia non ebbe successo, perché il sultano di Banjarmasin proibì a tutti gli stranieri di addentrarsi nell'interno dell'isola.
La prefettura apostolica di Labuan e del Borneo settentrionale fu eretta il 4 settembre 1855, ricavandone il territorio dal vicariato apostolico di Batavia (oggi arcidiocesi di Giacarta). La nuova prefettura apostolica comprendeva l'intero Borneo britannico, nella parte settentrionale dell'isola, ossia la colonia di Labuan, il regno di Sarawak, il Borneo del Nord e il sultanato di Brunei.
La missione fu inaugurata dal primo prefetto apostolico, lo spagnolo Carlos Cuarteron, sull'isola di Labuan, il 16 aprile 1857. Nel 1881 la prefettura fu affidata ai religiosi della Società missionaria di San Giuseppe di Mill Hill.
Il 5 febbraio 1927 cedette una porzione del suo territorio a vantaggio dell'erezione della prefettura apostolica di Sarawak (oggi arcidiocesi di Kuching) e contestualmente assunse il nome di prefettura apostolica del Borneo settentrionale.
Il 14 febbraio 1952 fu elevata a vicariato apostolico con la bolla Docet usus di papa Pio XII, assumendo il nome di vicariato apostolico di Jesselton. Contestualmente cedette il territorio del Brunei alla prefettura apostolica di Sarawak, che lo stesso giorno fu elevata al rango di vicariato apostolico con il nome di Kuching.
Il 22 marzo 1968 modificò la sua denominazione in vicariato apostolico di Kota Kinabalu.
Il 31 maggio 1976 fu elevata a diocesi con la bolla Quoniam Deo favente di papa Paolo VI. Era originariamente suffraganea dell'arcidiocesi di Kuching.
Il 17 dicembre 1992 e il 16 luglio 2007 ha ceduto porzioni del suo territorio a vantaggio dell'erezione rispettivamente delle diocesi di Keningau e di Sandakan.
Il 23 maggio 2008 è stata elevata al rango di arcidiocesi metropolitana con la bolla Cum Ecclesia Catholica di papa Benedetto XVI.

## Cronotassi dei vescovi
Si omettono i periodi di sede vacante non superiori ai 2 anni o non storicamente accertati.
- Carlos Cuarteron[7] † (1855 - 1879 dimesso)
- Thomas Jackson, M.H.M. † (1881 - 1896 dimesso)
- Edmondo Dunn, M.H.M. † (4 maggio 1897 - 5 febbraio 1927 nominato prefetto apostolico di Sarawak)
- Augusto Wachter, M.H.M. † (26 luglio 1927 - 6 agosto 1945 deceduto)
- James Buis, M.H.M. † (18 gennaio 1947 - 1º agosto 1972 dimesso)
- Peter Chung Hoan Ting (1º agosto 1972 succeduto - 30 gennaio 1975 nominato vicario apostolico di Kuching)
- Simon Michael Fung Kui Heong † (29 agosto 1975 - 16 novembre 1985 deceduto)
- John Lee Hiong Fun-Yit Yaw (30 marzo 1987 - 1º dicembre 2012 ritirato)
- John Wong Soo Kau, succeduto il 1º dicembre 2012

## Statistiche
L'arcidiocesi nel 2021 su una popolazione di 1.508.200 persone contava 232.473 battezzati, corrispondenti al 15,4% del totale.
| anno | popolazione | popolazione | popolazione | presbiteri | presbiteri | presbiteri | presbiteri                | diaconi | religiosi | religiosi | parrocchie |
| anno | battezzati  | totale      | %           | numero     | secolari   | regolari   | battezzati per presbitero | diaconi | uomini    | donne     | parrocchie |
| ---- | ----------- | ----------- | ----------- | ---------- | ---------- | ---------- | ------------------------- | ------- | --------- | --------- | ---------- |
| 1950 | 14.614      | 280.000     | 5,2         | 33         | 33         |            | 442                       |         |           | 45        |            |
| 1970 | 72.028      | 601.488     | 12,0        | 57         | 12         | 45         | 1.263                     |         | 58        | 81        |            |
| 1980 | 121.014     | 970.000     | 12,5        | 24         | 17         | 7          | 5.042                     |         | 16        | 90        | 29         |
| 1990 | 180.694     | 1.425.350   | 12,7        | 26         | 23         | 3          | 6.949                     |         | 13        | 101       | 27         |
| 1999 | 182.391     | 2.415.200   | 7,6         | 32         | 30         | 2          | 5.699                     |         | 14        | 146       | 19         |
| 2000 | 187.609     | 2.577.799   | 7,3         | 38         | 35         | 3          | 4.937                     |         | 8         | 148       | 19         |
| 2001 | 192.828     | 2.621.900   | 7,4         | 34         | 32         | 2          | 5.671                     |         | 10        | 152       | 19         |
| 2002 | 198.047     | 2.840.900   | 7,0         | 36         | 35         | 1          | 5.501                     |         | 8         | 139       | 19         |
| 2003 | 202.008     | 2.981.900   | 6,8         | 36         | 35         | 1          | 5.611                     |         | 8         | 144       | 19         |
| 2007 | 140.000     | 2.000.000   | 7,0         | 28         | 28         |            | 5.000                     |         | 11        | 144       | 15         |
| 2013 | 200.902     | 3.972.000   | 5,1         | 34         | 34         |            | 5.908                     |         | 6         | 102       | 17         |
| 2016 | 216.587     | 1.413.752   | 15,3        | 36         | 36         |            | 6.016                     |         | 7         | 140       | 19         |
| 2019 | 228.251     | 1.489.943   | 15,3        | 38         | 35         | 3          | 6.006                     |         | 11        | 136       | 19         |
| 2021 | 232.473     | 1.508.200   | 15,4        | 38         | 36         | 2          | 6.117                     |         | 6         | 101       | 19         |